# Tuffo nel buio
Tuffo nel buio (Wild Hearts Can't Be Broken) è un film del 1991 diretto da Steve Miner. 
Narra la storia di Sonora Webster Carver, dal suo libro di memorie "A Girl and Five Brave Horses". È stato girato nella cittadina di Orangeburg, Carolina del Sud.

## Trama
Sonora Webster è un'orfana che vive con sua sorella Arnette da sua zia, durante la Grande depressione. Ha un grande amore per i cavalli e una gran cocciutaggine. La zia a causa del suo comportamento e delle difficoltà finanziarie della famiglia, vuole mandarla in un orfanotrofio. 
Decide così di scappare via di casa durante la notte.
Sonora finisce in una fiera della contea dove vede esibirsi Marie come "diving girl". Una ragazza salta su un cavallo che corre lungo una piattaforma ripida poco prima di saltare in una pozza d'acqua. 
Estasiata dallo spettacolo decide di chiedere lavoro presso Doc Carver, che decide di portarla con sé nel suo spettacolo viaggiante come stalliere.
Al, figlio di Carver, vince un cavallo selvaggio in una partita a carte, e dice a Sonora che se riuscirà a domarlo avrà la possibilità di allenarsi come diving girl. Dopo vari tentativi, riesce, finalmente, e Doc mantiene la promessa, con grande dispiacere di Marie. Lei e il cavallo selvaggio, Fulmine, sviluppano un legame speciale. Un giorno, Marie cade e si sloga la spalla, e non è più in grado di cavalcare. Così, Sonora diventa l'attrazione principale dello spettacolo. 
Intanto Al e suo padre continuano ad avere un rapporto difficile, che non è aiutato dalla storia d'amore nascente con Sonora, fino alla giorno in cui Al decide di andarsene.
Tornato dal suo viaggio Al riesce ad ottenere un ingaggio con la Steel Pier ad Atlantic City per Sonora. 
Questo sembra ricucire vecchie ferite, e tutti sembrano andare d'accordo.
Sulla strada verso Atlantic City mentre sta per rivelare a Sonora delle lettere nascoste che Al le aveva mandato mentre era via, Doc è colto da un malore e muore. Al assume il ruolo del padre come presentatore. Nel frattempo il nuovo stalliere Clifford compra una moto arrugginita da un amico ad Atlantic City con l'intenzione di ristrutturarla. Sonora sta per esibirsi ad Atlantic City davanti al pubblico più vasto che abbia mai visto.
Mentre sta salendo la scala, Al dal microfono le propone di sposarsi. Lei accetta e si prepara a fare il salto. 
Il cavallo, uno stallone nervoso, che non è il suo partner abituale Fulmine, è ansioso per tutto il rumore della band e della folla, e poco prima del salto un cembalo lo porta a vacillare. Sonora tiene gli occhi aperti cadendo in acqua. Il giorno dopo quando si sveglia, Sonora scopre di non poter vedere. La diagnosi del medico indicano distacco della retina ad entrambi gli occhi a causa di un'emorragia. Rimarrà cieca per il resto della sua vita.
Al fine di evitare una violazione del contratto Al deve trovare un'altra diving girl entro una settimana, e chiama Marie. Intanto Clifford, che ha lavorato sulla sua moto mostra il suo nuovo spettacolo per una piccola folla tra cui Al e Sonora: un'enorme sfera di metallo in cui cavalca la moto in pericolosi loop. La folla è stupita e lui è finalmente contento di aver trovato il modo "di sfidare la morte". Nel frattempo a Sonora i tuffi mancano terribilmente, e si sente totalmente impotente e di peso per Al. Con l'aiuto di Clifford, Marie rimane bloccata nel suo camerino, e Sonora sale sulla piattaforma. Usando i suoi sensi riesce a fare un salto di grande successo. Lei è ancora una volta la protagonista dello spettacolo. La sua voce fuori campo ci dice che continuerà i suoi spettacoli per 11 anni. Lei e Al si sposeranno e vivranno felici e contenti.